# Parque de Berrío
El Parque de Berrío, o simplemente Parque Berrío, como los habitantes locales lo conocen popularmente, es un parque urbano ubicado en pleno corazón geográfico de la ciudad colombiana de Medellín; es un centro fundacional, un ícono urbano, quizá el más históricamente significativo de la urbe, donde los antioqueños han confluido y considerado por generaciones como principal lugar de encuentro y como principal referente de su ciudad frente a visitantes y foráneos.

## Historia
La historia de este parque está estrechamente ligada con la del Templo de La Candelaria, construido inicialmente en 1649. La Plaza Principal, como se le llamó en un comienzo, era la antesala de la iglesia, y allí coincidían los feligreses antes y después de la eucaristía. 
Entre 1784 y 1892, funcionó allí el mercado público, y también fue este sitio escenario de ejecuciones y grandes actos públicos y políticos. Como en todas las grandes ciudades de influencia hispánica, las familias más prestantes vivían alrededor de esta plaza. El 29 de junio de 1895 se inauguró en el lugar la estatua de Pedro Justo Berrío, (una de las principales figuras políticas de la región en el siglo XIX); desde entonces, a la plaza se le cambió el nombre por el de Parque de Berrío.
Antes de convertirse en la zona financiera por excelencia de la ciudad, el parque Berrío sufrió varios incendios: en 1917, 1921 y 1922. Las viejas casonas tuvieron que tumbarse y ceder el paso a modernas construcciones, donde tomaron asiento las sedes bancarias y del comercio. Pero quizás su más grande transformación la vivió a finales de la década de 1980 y principios de la de 1990, cuando se le sometió a un rediseño y un profundo trabajo de cimentación, a fin de acomodar la nueva estación del metro de Medellín. 
Hoy sigue siendo lugar de encuentro de personas que, sobre las bancas, sientan las bases de sus negocios. En el centro se ubica la estatua de Pedro Justo Berrío; en la esquina sur-occidental se aprecia La Gorda, nombre cariñoso que la gente ha dado a la escultura monumental del Maestro Fernando Botero. En otra esquina de la plaza está ubicada la escultura El Desafío, del maestro  Rodrigo Arenas Betancourt.